# Prosthechea cochleata
Prosthechea cochleata (лат.) — многолетнее эпифитное травянистое растение семейства Орхидные, или Ятрышниковые (Orchidaceae). Произрастает в Центральной Америке, Вест-Индии, Колумбии, Венесуэле и южной Флориде (США).

## Ботаническое описание

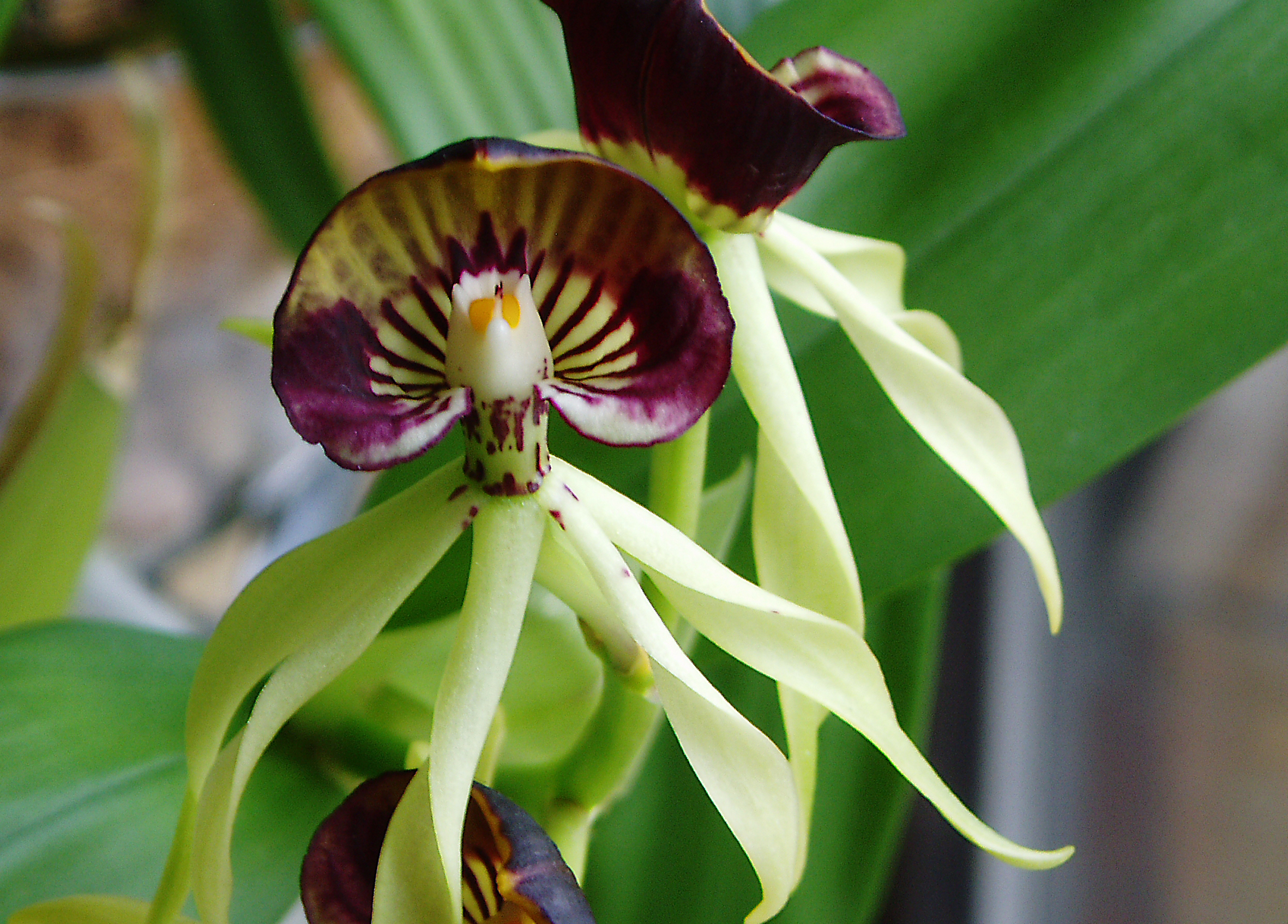
Цветки

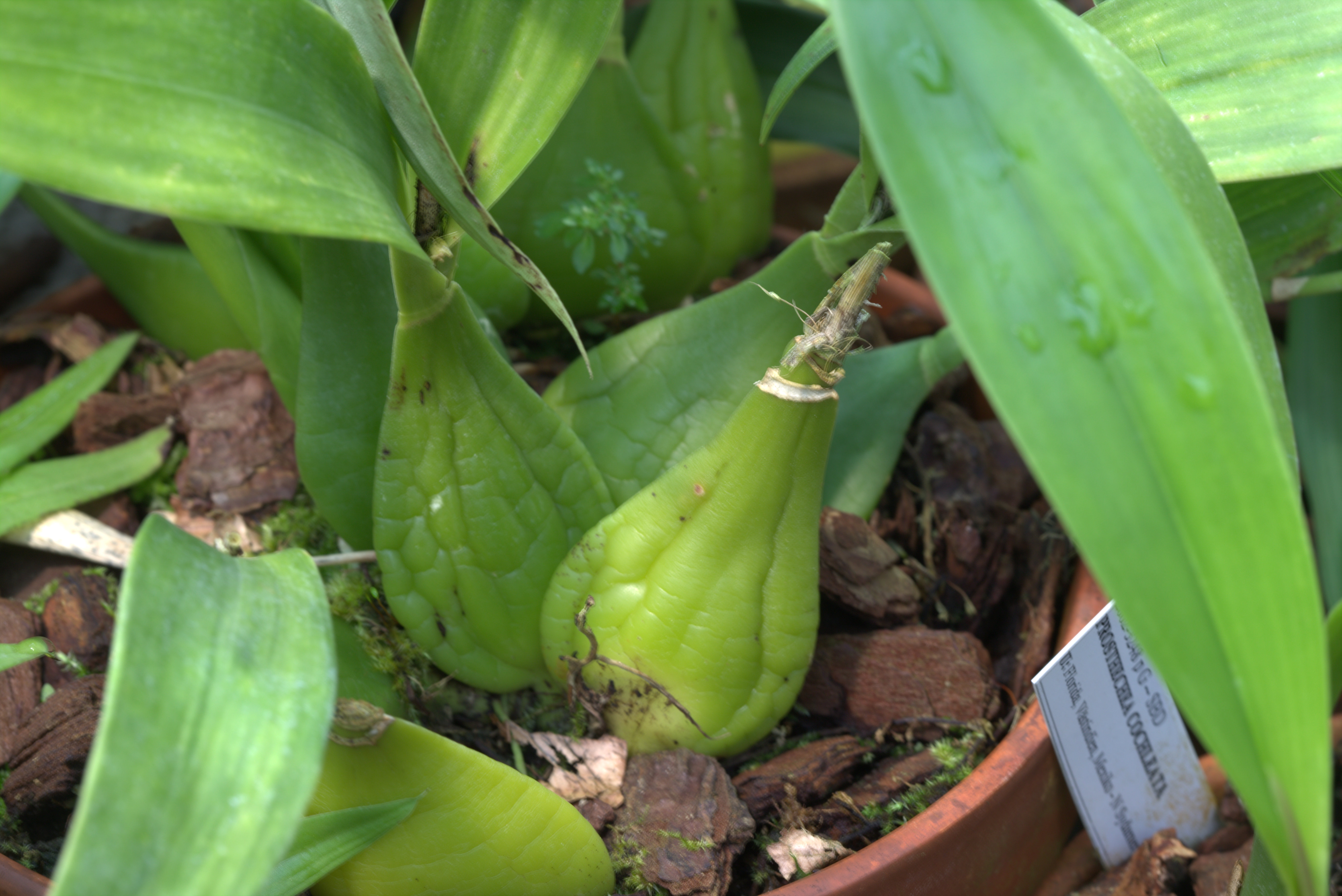
Псевдобульба P. cochleata

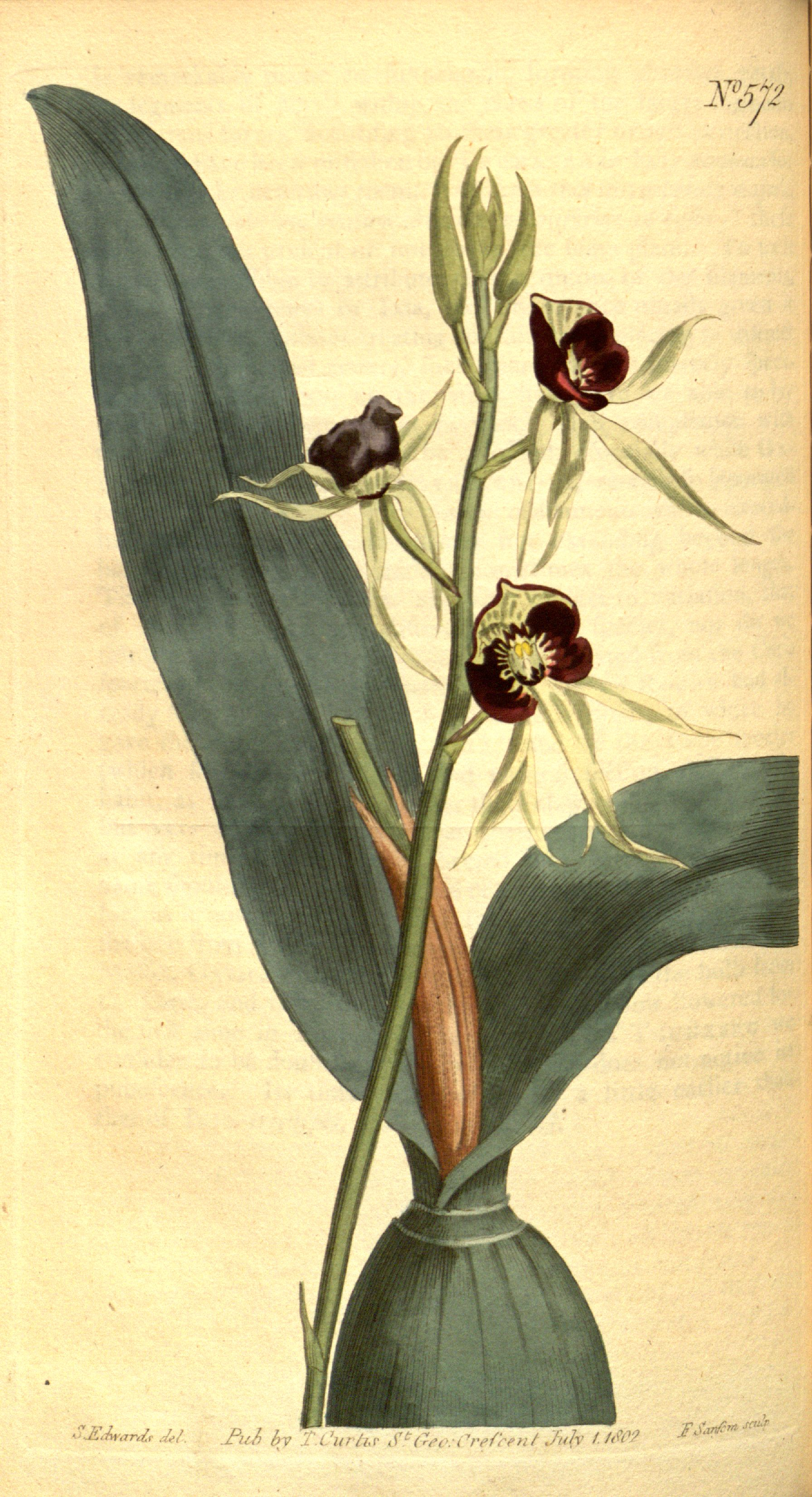
Ботаническая иллюстрация P. cochleata (1803)

P. cochleata — многолетнее эпифитное травянистое растение. Имеет продолговатый дискоидный воздушный клубень с одним или двумя линейными листьями. Цветки необычны тем, что, хотя губа, как правило, находится ниже колонки в орхидеях, у членов рода Prosthechea губа образует «капюшон» над колонкой. Из-за этого цветок выглядит перевёрнутым вверх ногами, то есть цветок у этого рода нересупинированный. Хотя обычно у этого вида присутствует один пыльник, у подвида Prosthechea cochleata triandra, который считается исчезающим подвидом, имеется три пыльника и он является автогамным, что позволяет ему произрастать во Флориде, где отсутствуют опылители этой орхидеи.

## Культивирование
P. cochleata широко распространена в культуре и ценится за уникальные формы цветков и продолжительное цветение на постоянно растущих кистях. С этим видом было получено несколько гибридов, в том числе популярный «Prosthechea Green Hornet».

## Символ Белиза
Цветок Prosthechea cochleata является национальным цветком Белиза, где он известен как «чёрная орхидея».